# Кавамура, Каори
Каори Кавамура (яп. 川村 カオリ Кавамура Каори, 23 января 1971 — 28 июля 2009) — японская рок- и поп-певица.

## Биография
Каори Кавамура родилась в Москве . Её отец — Кавамура Сугуру, японец, работавший в Москве, мать — русская. Каори училась в японской школе. В 11 лет переехала с родителями в Японию, в префектуру Тиба, где постоянно подвергалась травле в школе из-за своего происхождения. Над ней издевались в начальной и средней школе, она несколько раз пыталась покончить жизнь самоубийством. Однажды, когда она училась в начальной школе, она сломала обе кости руки, намереваясь прогулять школу. Она использовала это как ступеньку для входа в музыкальную индустрию.
Вскоре увлеклась музыкой и переехала в Токио. Дебютировала с первым синглом "Zoo" в 1988 году в возрасте 17 лет. Затем она дебютировала с альбомом "Zoo" в 1988 году. В 1990 году у неё был хит "Kamisama ga Oritekuru Yoru", а в следующем году - кавер-версия песни "Tsubasa wo Kudasai". В том же году она впервые в кино "Tokyo Kyujitsu". С середины 1990-х она делила свое время между Нью-Йорком и Японией, а в конце 1990-х начала участвовать в клубной жизни. В 1999 году она вышла замуж за гитариста SOBUT Мотоаки, в 2001 году у них родилась дочь. Также работала диджеем в клубе, манекенщицей, фотографом, снялась в нескольких фильмах.
В 2004 году врачи поставили ей диагноз — рак груди. Они с Мотоаки развелись в 2007 году. В октябре 2008 года она написала в своем блоге, что рак вернулся и распространился на её кости и легкие. В том году у неё был напряженный график: она давала концерты, издала фотокнигу MY SWEET HOME ~君に伝えたいこと~, посвященную её поездке в Россию вместе с дочерью, где она навестила своих дедушку и бабушку и помолилась на могиле матери, и выпустила альбом «K», свой первый оригинальный альбом за 13 лет. 28 июля 2009 года в возрасте 38 лет Каори Кавамура скончалась от рака молочной железы. Её похороны прошли по православной традиции в Соборе Воскресения Христова в Токио. Её христианское имя было Анастасия.

## Личная жизнь
С 1999 по 2007 годы была замужем за гитаристом Мотоаки. В 2001 году у них родилась дочь Лючия.

## Дискорграфия
- Zoo (1988)
- Campfire (1989)
- Hippies (1990)
- Church (1991)
- Weed (1992)
- Beata (1995)
- Banbita (1996)
- Kaori Kawamura Best Collection (2008)
- K (2009)
- Message: Last Live 2009.05.05 (2010)